# Peter Ficker (Floßmeister)
Peter Ficker (* vor 1560; † 26. April 1627 in Niederauerbach) war ein kursächsischer Floßmeister und Gründer des Messingwerks Niederauerbach.

## Leben
Ficker stammte aus dem sächsischen Erzgebirge. Er war der Sohn des kursächsischen Floßmeisters Abel Ficker, Herr auf Glücksburg und Bermsgrün, und dessen Ehefrau Agnisa, geborene Langen, aus dem Hause Bermsgrün.
Ficker trat 1580 in den Dienst des Kurfürsten August von Sachsen, dessen Floßmeister der Elbe- und Saale-Flößerei in Zwickau er wurde. 1590 war Ficker Floßmeister für die Mulde- und Elsterflößerei. Er stand 47 Jahre im kurfürstlichen Dienst.
Als 1593 der Eigentümer des Hammerwerks Niederauerbach, Caspar Herrmann, nicht mehr in der Lage war, seine Zahlungsverpflichtungen zu erfüllen, verkaufte dieser am 28. August 1593 das Werk nebst Hammergut für 730 Floren an Peter Ficker, damals in Werdau wohnhaft. Ficker übernahm den Hammer in desolatem Zustand und baute ihn mit kurfürstlichen Privilegien zu einem konkurrenzfähigen Messingwerk aus. Ficker war zudem Inhaber des Muldenhammers zwischen Rautenkranz und Jägersgrün sowie zeitweise auch des Eisenhammers in Zwota. 1599 erwarb er für 5000 Gulden auch das Vorwerk Niederauerbach. Herrschaft und Messingwerk blieben über Jahrhunderte verbunden.
Nachdem Ficker sich nicht mehr allein dazu in der Lage sah das Messingwerk zu führen, stiegen Joachim von Loß auf Pillnitz, Kraupa und Schönfeld, Rudolf Vitzthum von Apolda und Christoph Felgenhauer 1610 in den Betrieb ein. Nach Peter Fickers Tod übernahm dessen Sohn, der promovierte Georg Abel Ficker, dessen Viertel am Werk.
Nach Fickers Tod gaben seine Angehörigen und Freunde die Anfertigung einer gusseisernen Grabtafel in Arbeit, die sich heute im Fundus des Museums in Rodewisch befindet. Ficker starb am 26. April 1627. Auf ihn gehen die Ortsgründungen des erwähnten Muldenhammers, Jägersgrün und Friedrichsgrün zurück. Seinen Erben hinterließ er ein Vermögen von 16.480 Gulden.

„Zu seligem Gedächtnuß des Ehrenvesten und hochgeachten Herrn Peter Ficker auff nieder Auerbach dreier Churfürsten zu Sachsen 47 jar bestalteter Floß Meisters, Haben seine Erben diese Grabschrift hier neben seinen Ruhbettlein darinnen der Leichnam Christi Zukunft erwartet setzen lassen, starb im 68 jar seines Alters anno 1627 den 26. April und war sonderlich ben dieser gemein der er viel gutthat erwiesen, sehr betrawet.“

Peter Ficker hatte mindestens zwei Söhne:
- Georg Abel Ficker (* 24. November 1585; † 10. August 1652)
- Hans Abel Ficker (* 1590; † 1668)